# Tennessee Town
Tennessee town is een single van Teach-In, het heeft een ABBA-achtige klank. Het is afkomstig van hun album Roll along. Het was na Fly away en In the summernight de derde single van dat album. Daarmee was het wellicht ook de reden om deze groep naar het Eurovisiesongfestival 1975 te zenden. Het plaatje werd later geheel overschaduwd door Ding-a-dong waarmee de groep het songfestival won; misschien ook de reden waarom het nooit in de Radio 2 Top 2000 stond. Het nummer is geschreven door Dave McRonald en ene H. Waltheim, die ook componeerden voor onder andere Ria Valk, Albert West, Mieke Telkamp Jackpot en Circus (beer or sangria).

## Lijsten

### Nederlandse Top 40
| Hitnotering: week 49/1974 t/m week 2/1975 | Hitnotering: week 49/1974 t/m week 2/1975 | Hitnotering: week 49/1974 t/m week 2/1975 | Hitnotering: week 49/1974 t/m week 2/1975 | Hitnotering: week 49/1974 t/m week 2/1975 | Hitnotering: week 49/1974 t/m week 2/1975 | Hitnotering: week 49/1974 t/m week 2/1975 |
| Week:                                     | 1                                         | 2                                         | 3                                         | 4                                         | 5                                         |                                           |
| ----------------------------------------- | ----------------------------------------- | ----------------------------------------- | ----------------------------------------- | ----------------------------------------- | ----------------------------------------- | ----------------------------------------- |
| Positie:                                  | 24                                        | 13                                        | 14                                        | 24                                        | 39                                        | uit                                       |

### NederlandseNationale Hitparade
| Hitnotering: 07-12-1974 t/m 10-01-1975 | Hitnotering: 07-12-1974 t/m 10-01-1975 | Hitnotering: 07-12-1974 t/m 10-01-1975 | Hitnotering: 07-12-1974 t/m 10-01-1975 | Hitnotering: 07-12-1974 t/m 10-01-1975 | Hitnotering: 07-12-1974 t/m 10-01-1975 |
| Week:                                  | 1                                      | 2                                      | 3                                      | 4                                      |                                        |
| -------------------------------------- | -------------------------------------- | -------------------------------------- | -------------------------------------- | -------------------------------------- | -------------------------------------- |
| Positie:                               | 16                                     | 9                                      | 9                                      | 16                                     | uit                                    |

### BRT Top 30
| Hitnotering: 07-12-1974 t/m 10-01-1975 | Hitnotering: 07-12-1974 t/m 10-01-1975 | Hitnotering: 07-12-1974 t/m 10-01-1975 | Hitnotering: 07-12-1974 t/m 10-01-1975 | Hitnotering: 07-12-1974 t/m 10-01-1975 | Hitnotering: 07-12-1974 t/m 10-01-1975 |    |    |    |     |
| Week:                                  | 1                                      |                                        | 2                                      | 3                                      | 4                                      | 5  | 6  | 7  |     |
| -------------------------------------- | -------------------------------------- | -------------------------------------- | -------------------------------------- | -------------------------------------- | -------------------------------------- | -- | -- | -- | --- |
| Positie:                               | 27                                     |                                        | 22                                     | 22                                     | 18                                     | 25 | 20 | 26 | uit |